# 최진덕
최진덕(1954년 10월 5일 ~ )은 대한민국의 철학자이며, 유학·주자학·퇴계학 등을 중심으로 동양 철학의 현대적 해석을 연구해 왔다. 한국학중앙연구원 철학과 교수로 재직하였으며, 현재는 동 기관 명예교수이다. 주요 연구 주제로는 이일분수론, 다산 실학, 유가의 생명윤리, 성리학의 형이상학적 구조 분석 등이 있다.

## 생애 및 학력
최진덕은 대구에서 태어났다. 서강대학교 철학과를 졸업하고, 같은 학교 대학원에서 철학박사 학위를 취득하였다. 석사학위 논문은 『율곡연구 1: 이기심성론에 대하여』이며, 박사학위 논문은 『나정암의 이일분수의 철학』이다.

## 경력
- 한국학중앙연구원 인문학부 철학과 교수
- 한국학중앙연구원 장서각 관장 역임
- 한국학중앙연구원 대학원장 역임
- 2020년 정년 퇴임 후 명예교수로 위촉됨

## 연구 및 저서
최진덕은 퇴계, 율곡, 나정암, 다산, 주자 등 조선 유학자들의 사상을 현대 철학적 관점에서 재해석해왔다. 그는 주자의 이일분수론을 중심으로 형이상학, 윤리학, 생명철학의 영역에서 유교적 사유의 구조를 분석하는 데 기여하였다.

### 단독 저서
- 『인문학, 철학, 그리고 유학』, 청계출판사, 2004.
- 『주자학을 위한 변명: 나정암의 이일분수 철학』, 청계출판사, 2000.

### 공저 및 편저
- 『퇴계의 사상과 그 현대적 의미』 (김형효 외 공저), 한국정신문화연구원, 1997.
- 『다산의 사상과 그 현대적 의미』 (김형효 외 공저), 한국정신문화연구원, 1998.
- 『군자의 나라』 (공저), 명진출판사, 1999.
- 『민본주의를 넘어서』 (공저), 청계출판사, 2000.
- 『혜강의 기학과 그 현대적 의미』 (공저), 청계출판사, 2000.
- 『전통예교와 시민윤리』 (공저), 청계출판사, 2002.
- 『생명사상과 윤리』 (공저), 한국학중앙연구원, 2004.
- 『유교의 예와 현대적 해석』 (공저), 청계출판사, 2004.
- 『다산의 사서경합』 (공저), 상무인서관(중국 북경), 2008.

## 주요 논문
최 교수는 한국 성리학의 형이상학적 구조, 유교적 생명관, 윤리적 주체 형성, 예학과 몸의 철학 등을 주제로 30편 이상의 논문을 발표하였다.
- 「공자 인학의 일관성과 불일관성」, 『정신문화연구』 제18권 제4호, 1995.
- 「주자의 인심도심 해석」, 『철학논집』 제7집, 1996.
- 「이일분수의 철학적 반성」, 『헤겔연구』 제7집, 1997.
- 「노자와 유무현동의 유희」, 『철학논집』 제8집, 1997.
- 「삶의 질의 유가윤리적 의미」, 『한국의 교육과 윤리』 제6집, 1997.
- 「일상적 세계와 인륜적 질서」, 『정신문화연구』 제20권 제2호, 1997.
- 「주자의 노불비판」, 『헤겔연구』 제8집, 1999.
- 「퇴계이기심성론의 탈도덕형이상학적 해석」, 『퇴계학보』 제111집, 2002.
- 「생명과 죽음, 그리고 윤리: 노장과 유학의 사이」, 『생명사상과 윤리』, 2004.
- 「이와 기 – 이기론의 역학적 이해」, 『우리말 철학사전』 제5권, 지식산업사, 2007.

## 사상 및 철학
최진덕은 유교 철학의 핵심 개념들—예(禮), 인(仁), 성(性), 기(氣)—을 현대 철학의 문제의식과 연결하여 해석하였다. 그는 형이상학과 윤리학의 경계를 넘나들며, 유학의 예학을 '몸의 훈련'이라는 관점에서 접근하였다. 또한 이일분수론을 바탕으로 한 성리학적 자연관이 현대의 생명윤리와도 접점을 가질 수 있음을 제시하였다.

## 참고 문헌 및 보도
- “최진덕 교수의 현실진단”, 영천투데이, 2021.
- [단독]교사들에 ‘창조경제 홍보’교육한 한국학중앙연구원…군사쿠데타를 ‘군사혁명’으로 표현하기도, 경향신문, 2016.
- [한국학]<퇴계의 사상과 그 현대적 의미>, 시사저널, 1997.
- 유학은 무차별적 평등 사회와는 거리가 멀어, 조선일보, 2004.
- 조선 성리학 대학자 노수신, 이단으로 배척돼 잊혀졌다, 동아일보, 2015.
- 철강왕 박태준 사상·생애 `총망라`, 경북매일, 2012.
- “유학은 무차별적 평등 사회와는 거리가 멀어”, 대구도서관 목요철학포럼 보도자료, 2020.
- 『퇴계의 사상과 그 현대적 의미』 공저자 서문 및 해설.